# Gisela Falke von Lilienstein

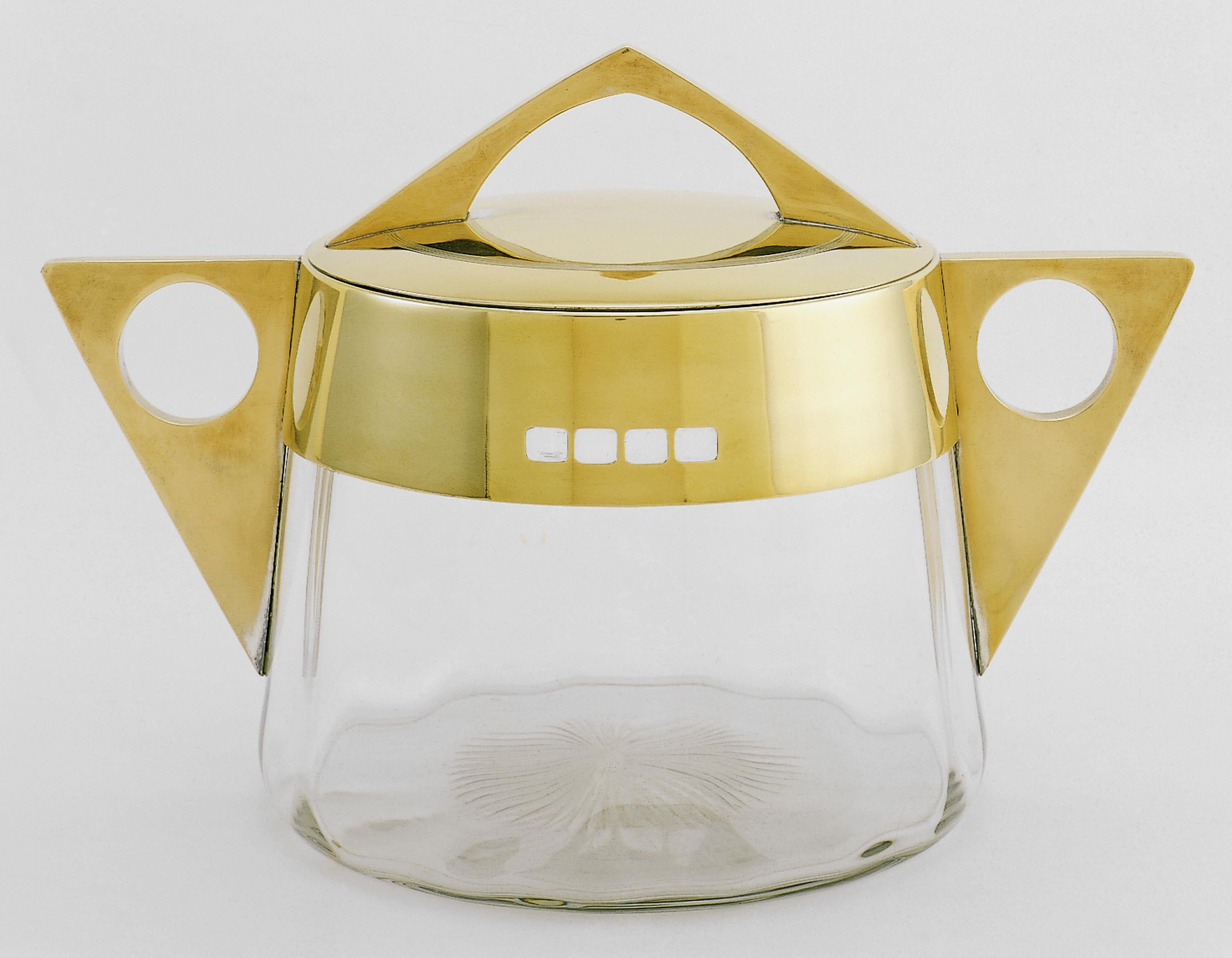
Schüssel um 1902, entworfen von Gisela Falke von Lilienstein, heute im Minneapolis Institute of Art

Gisela Falke von Lilienstein (* 2. Jänner 1871; Todesjahr und Ort unbekannt) war eine österreichische Designerin und Keramikerin.
Sie besuchte ab 1895 die Wiener Kunstgewerbeschule und erwarb dort eine umfassende Ausbildung: zunächst studierte sie Ornament-, Blumen- und Tiermalerei bei Rudolf Ribarz, 1899–1901 Architektur bei Josef Hoffmann, 1900–1901 Keramik bei Friedrich Linke und 1903–04 besuchte sie den Kurs für Buchbinderei. Ab 1901 gründete sie mit neun Kollegen die Gruppe Wiener Kunst im Hause. In den ersten Jahren des 20. Jahrhunderts sind von ihr zahlreiche erfolgreiche Ausstellungsteilnahmen belegt.
Sie entwarf Gläser, Keramiken, Einrichtungsgegenstände, Kleinmöbel, Glas und Schmuck.